# Frank Gay Clarke
Frank Gay Clarke, född 10 september 1850 i Wilton i New Hampshire, död 9 januari 1901 i Peterborough i New Hampshire, var en amerikansk politiker (republikan). Han var ledamot av USA:s representanthus från 1897 fram till sin död.
År 1897 efterträdde han Henry Moore Baker i representanthuset och avled 1901 i ämbetet.
Clarke är begravd på Pine Hill Cemetery i Peterborough i New Hampshire.